# Buddenbrooks (1923)
Buddenbrooks ist ein deutscher Stummfilm aus dem Jahre 1923 von Gerhard Lamprecht nach dem gleichnamigen Roman von Thomas Mann.

## Handlung
Lübeck, im ausgehenden 19. Jahrhundert. Thomas Buddenbrook, ein führendes Mitglied einer angesehenen hanseatischen Kaufmannsfamilie, erhält trotz seiner Jugend den Auftrag seiner Heimatstadt, eine große Getreidelieferung für diese abzuwickeln. Bei Nichteinhaltung des Termins riskiert er eine hohe Konventionalstrafe. Thomas’ Bruder Christian, der ein Künstlerleben fernab von Lübeck führt, kehrt daraufhin in die Heimat zurück und arbeitet als Teilhaber im Familiengeschäft.
Tony, die Schwester der beiden Brüder, wird genötigt, Bendix Grünlich, den die Buddenbrooks für eine wirtschaftlich gute Partie halten, zu heiraten. Später stellt sich heraus, dass er hochverschuldet ist.

## Produktionsnotizen
Buddenbrooks, auch unter Die Buddenbrooks geführt, wurde Mitte 1923 im Auftrag von Erich Pommers älterem Bruder Albert hergestellt. Der Film passierte die Zensur am 16. August 1923 und wurde am 31. August 1923 im Berliner Tauentzienpalast uraufgeführt. Buddenbrooks besaß eine Länge von sechs Akten auf 2383 Metern. Ein rund 85-minütiges Fragment ist erhalten geblieben und wurde 2001 in einer restaurierten Fassung neu veröffentlicht. Im Rahmen und mit Mitteln des Förderprogramms Filmerbe wurde 2023/2024 aus zwei Nitrat-Kopien und einer 16-mm-Filmkopie aus dem Nachlass des Regisseurs eine nahezu komplette 2k Restaurierung erstellt. Die sorgfältige Restaurierung und Viragierung wurde von Eszter Takácz geleitet. Die deutsche Kinemathek beauftragte einen neuen Score von Marco Brosolo. Die Erstaufführung der restaurierten Fassung fand am 18. November 2024 im Berliner Kino Arsenal im Rahmen einer Gerhard Lamprecht Filmreihe "Losers & Winners" statt.
Die Filmbauten stammen von Otto Moldenhauer.

## Kritik
In Paimann’s Filmlisten ist zu lesen: „Das Sujet hat zu seinem Vorteile nur die Konflikte des Vorwurfes [der Vorlage] übernommen und stellt im übrigen eine moderne, durchgehends sehr packende Filmhandlung dar, von der Regie liebevoll durchgearbeitet und in allen Details zur Geltung gebracht. Die Darstellung ist durchgehends hervorragend zu nennen, die Aufmachung saubere Arbeit desgleichen die Photos.“

„Gerhard Lamprechts Regie in den ‚Buddenbrooks‘ (1923) hat wohl am klarsten bewiesen, daß der seelische Gehalt und die gefühlsmäßigen Werte eines Romans sich rein filmisch wiedergeben lassen, wenn man nur das Wesen des Lichtspiels literarisch empfindet, abgrenzt und in allen seinen Möglichkeiten erfaßt, nicht zuletzt, wenn alle Darsteller auf Effekthascherei und Starmanieren verzichten, wie es hier der Fall ist: Alfred Abel, R. A. Roberts, Mady Christians um nur ein paar Namen zu nennen. Lamprechts Werk ‚Buddenbrooks‘ ist ein ‚deutscher Film‘ geworden, ein wirkliches Kunstwerk.“

„Zum Triumph eines Schauspielers wird Lamprechts Stummfilm, den die Kinemathek in einer sorgfältig restaurierten und viragierten Fassung vorlegt. Entgegen Thomas Manns negativem Urteil – ‚gleichgültiges Kaufmannsdrama‘ – ist Lamprecht vor allem dank des ausgezeichneten Schauspieler-Ensembles ein respektabler Film gelungen, den man freilich nicht am Roman messen darf. Herausragend ist vor allem Alfred Abel als Christian Buddenbrook: Er spielt das enfant terrible mit tänzerischer Grazie, verliert bei allen Kapriolen nie seine Würde und hält traumhaft sicher die Balance zwischen leichtlebiger Unbekümmertheit und der Scham über die Sorgen, die er seiner Familie bereitet.“

## Sekundärliteratur
- Christiane Schönfeld: Die Rezeption im Stummfilm. In: Nicole Mattern, Stefan Neuhaus (Hrsg.): Buddenbrooks-Handbuch. Metzler, Stuttgart 2018, S. 58–63. ISBN 978-3-476-04649-9.